# Henri III de Brunswick-Grubenhagen
Pour les articles homonymes, voir Henri III.
Henri III est un prince de la maison de Brunswick né vers 1416 et mort entre le 27 mai et le 20 décembre 1464 au château de Grubenhagen. Il règne conjointement avec son frère Albert II sur la principauté de Grubenhagen de 1427 à sa mort.

## Biographie
Henri est le fils aîné du prince Éric de Brunswick-Grubenhagen et d'Élisabeth, une fille du duc de Brunswick-Göttingen Othon Ier « le Mauvais ». Après la mort de son père en 1427, il règne conjointement avec ses frères cadets Ernest II et Albert II. Jusqu'à sa majorité, en 1437, il règne sous la régence du cousin germain de leur père, Othon II de Brunswick-Grubenhagen-Osterode.
En 1447, un conflit éclate entre Henri et le landgrave Louis Ier de Hesse, qui s'était allié avec l'archevêque de Mayence Dietrich Schenk von Erbach et les ducs de Göttingen. Louis et ses alliés assiègent le château de Grubenhagen, mais malgré la mise en œuvre de deux canons, il ne réussissent pas à prendre la place. Même une attaque sur  Salzderhelden reste sans effet. Henri meurt en 1464 et il est inhumé dans l'église Saint-Alexandre d'Einbeck.

## Union et postérité
Henri III épouse avant le 27 juin 1457 Marguerite de Żagań (née en 1415/1425 - Salzderhelden après le 9 mai 1491), fille du duc  Jean Ier de Żagań et de son épouse Scholastique de Wettin qui est déjà veuve des comtes Volrad de Mansfeld et Henri XI de Honstein-Klettenberg. Henri III et Marguerite ont deux enfants :
- Othon (né en 1458 et mort jeune) ;
- Henri IV (vers 1460 – 6 décembre 1526), prince de Grubenhagen.